# Joseph Gébara
Joseph Gébara (ur. 10 czerwca 1965 w Amatur, w Libanie) – duchowny melchicki, od 2018 arcybiskup Petry i Filadelfii.

## Życiorys
Święcenia kapłańskie przyjął 10 lipca 1993 i został inkardynowany do archieparchii Bejrutu i Dżubajl. Pracował głównie jako duszpasterz parafialny oraz jako wykładowca libańskich uniwersytetów. W 2013 został także dyrektorem instytutu ds. studiów muzułmańsko-chrześcijańskich.
31 października 2013 został mianowany koadiutorem biskupa São Paulo. Chirotonię otrzymał 21 grudnia 2013. 21 lipca 2014 objął urząd ordynariusza. 9 lutego 2018 Święty Synod wybrał go na arcybiskupa Petry i Filadelfii, wybór Stolica Apostolska potwierdziła 20 lutego.